# Думичі (Магерівський № 1 старостинський округ)
Ду́мичі — село в Україні, у Львівському районі Львівської області. Населення становить 175 осіб. Орган місцевого самоврядування — Добросинсько-Магерівська сільська рада.

## Історія
Село Думичі входило до складу села Замок. Складалось з двох частин: Замкові Думичі і Бзинькові Думичі. Замкові Думичі ввійшли до складу Погариської сільської ради, а Бзинькові Думичі до складу Підліссянської сільської ради.